# Gomphostemma
Gomphostemma, biljni rod medićevki smješten u vlastiti tribus Colquhounieae, dio potporodice Lamioideae. Pripada mu 33 vrste grmova, polugrmov a i trajnica rasprostranjenih po suptropskoj i tropskoj Aziji. Tipična vrsta nije označena.
Rod je opisan 1830..

## Etimologija
Ime roda Gomphostemma, izvedeno iz grčkog, gompho- (čavlić) i -stemma (vijenac) (Short & George 2013), prvi put se pojavilo u katalogu Wallich 1829. godine i uključivalo je devet imena koja su nevažeća jer im nedostaju dijagnostički opisi (Wallich 1829 ).

## Opis
Gomphostemmu je prvi službeno opisao Bentham (1830a). Prije službenog opisa, najraniji zapis o vrsti koju je spomenuo Bentham (1830a) koristio je naziv Prasium melissifolium Roxb., koji je izvorno naveo Roxburgh (1814). Godine 1826. Blume je opisao dvije nove vrste s Jave, Prasium javanicum Blume i P. phlomoides Reinw. ex Blume (Blume 1826). Kasnije su ti nazivi preneseni na rod Gomphostemma kao sinonimi za G. javanicum (Bentham 1835). Zabuna između Gomphostemme i Prasium L. (oboje potporodica Lamioideae), vjerojatno je uzrokovana njihovim sličnim oblikom vjenčića i mesnatim oraščićima. Bentham (1830b) je dalje revidirao Gomphostemmu i objavio 11 taksona na temelju primjeraka u Wallichovom katalogu. Bentham (1835., 1848.) dodao je daljnje nove vrste i konačno dao prikaz generičke razine kao dio generičke razine tretmana Lamiaceae (Bentham 1876.).

## Stanište i rasprostranjenost
Vrste Gomphostemma (potporodica Lamioideae, Lamiaceae) nalazi se u tropskim zimzelenim šumama diljem Indije, Kine, Mjanmara, Tajlanda, Laosa, Vijetnama, Kambodže, Malezije, Indonezije, Bruneja i Filipina.

## Vrste
1. Gomphostemma aborense Dunn
2. Gomphostemma andamanensis L.J.Singh, M.C.Naik & Ekka
3. Gomphostemma chinense Oliv.
4. Gomphostemma crinitum Wall. ex Benth.
5. Gomphostemma curtisii Prain
6. Gomphostemma dolichobotrys Merr.
7. Gomphostemma eriocarpon Benth.
8. Gomphostemma flexuosum Bongch.
9. Gomphostemma grandiflorum Doan ex Suddee & A.J.Paton
10. Gomphostemma hainanense C.Y.Wu
11. Gomphostemma hemsleyanum Prain ex Collett & Hemsl.
12. Gomphostemma heyneanum Wall.
13. Gomphostemma hirsutum Walsingham
14. Gomphostemma javanicum (Blume) Benth.
15. Gomphostemma keralense Vivek., Gopalan & R.Ansari
16. Gomphostemma leptodon Dunn
17. Gomphostemma longipetalum Bongch.
18. Gomphostemma mastersii Benth. ex Hook.f.
19. Gomphostemma melissifolium Wall. ex Benth.
20. Gomphostemma microcalyx Prain
21. Gomphostemma microdon Dunn
22. Gomphostemma niveum Hook.f.
23. Gomphostemma nutans Hook.f.
24. Gomphostemma ovatum Wall. ex Benth.
25. Gomphostemma parviflorum Wall. ex Benth.
26. Gomphostemma pedunculatum Benth. ex Hook.f.
27. Gomphostemma phetchaburiense Bongch. & Poopath
28. Gomphostemma repentum Bongch.
29. Gomphostemma stellatohirsutum C.Y.Wu
30. Gomphostemma strobilinum Wall. ex Benth.
31. Gomphostemma sulcatum C.Y.Wu
32. Gomphostemma thomsonii Benth. ex Hook.f.
33. Gomphostemma velutinum Benth.